# Шлиппенбах, Эгон-Рейнер фон
Эгон-Рейнер фон Шлиппенбах (нем. Egon Freiherr von Schlippenbach; 10 апреля 1914, Кёльн-Линденталь — 11 мая 1979, Киль) — немецкий барон, офицер-подводник, капитан 3-го ранга (20 апреля 1945 года).

## Биография
26 сентября 1934 года поступил на флот кадетом. 1 апреля 1937 года произведен в лейтенанты. Служил на линейном корабле «Шлезвиг-Гольштейн».

## Вторая мировая война
В 1939 году переведен в подводный флот. Некоторое время служил вахтенным офицером. С 31 марта по 8 июля 1941 года командовал подлодкой U-121.
9 июля 1941 года назначен командиром подлодки U-453 (Тип VII-C). В июле 1941 года провел лодку в Средиземное море. Совершил на ней 14 походов (проведя в море в общей сложности 332 суток).
19 ноября 1943 года награждён Рыцарским крестом Железного креста.
6 декабря 1943 года оставил командование подлодкой и в 1944 году был переведен в ОКМ, затем также преподавал в военно-морском училище в Мюрвике.
Всего за время военных действий Шлиппенбах потопил 6 судов общим водоизмещением 18 390 брт и повредил 2 судна водоизмещением 16 610 брт.
В декабре 1944 года Шлиппенбах был зачислен в пехотные морские части и принимал участие в боях в последние месяцы войны.
В мае 1945 года был взят в плен американцами. В августе 1945 года освобожден.
В январе 1956 года Шлиппенбах поступил на службу в ВМС ФРГ, занимал различные штабные должности. В сентябре 1972 года вышел в отставку в звании капитана 1-го ранга.